# Phoneutria
Мандрівні павуки (Phoneutria) — рід павуків родини бігунів (Ctenidae). У книзі рекордів Гіннеса від 2010 року цей рід був визнаний найотруйнішим серед павукоподібних, хоча має досить обмежене поширення.
Природний їх ареал охоплює тропічну частину Південної та Центральної Америки.
Станом на початок 2012 року цей рід містить вісім видів. Останній, восьмий вид Phoneutria bahiensis був визначений в 2001:
- Phoneutria bahiensis Simó & Brescovit, 2001 — тропічний ліс атлантичного узбережжя Бразилії.
- Phoneutria boliviensis (F. O. Pickard-Cambridge, 1897) — Центральна, Південна Америка.
- Phoneutria eickstedtae Martins & Bertani, 2007— Бразилія
- Phoneutria fera Perty, 1833 — Еквадор, Перу, Бразилія, Суринам, Гаяна.
- Phoneutria keyserlingi (F. O. Pickard-Cambridge, 1897) — тропічний ліс атлантичного узбережжя Бразилії.
- Phoneutria nigriventer (Keyserling, 1891) — Бразилія, північна Аргентина, індукований в Уругваї.
- Phoneutria pertyi (F. O. Pickard-Cambridge, 1897) — тропічний ліс атлантичного узбережжя Бразилії.
- Phoneutria reidyi (F. O. Pickard-Cambridge, 1897) — Венесуела, Перу, Бразилія, Гаяна.

Отрута павуків цього роду містить потужний нейротоксин відомий як PhTx3. Цей нейротоксин потенційно має терапевтичне значення, але в токсичній концентрації він викликає втрату контролю м'язів з подальшою зупинкою дихання, що призводить до паралічу і зрештою задухою. Укус середньої хворобливості, отрута викликає моментальне зараження лімфатичної системи, потрапляння в кровоносну систему у 85 % випадків призводить до відмови серця. Пацієнти відчувають сильне задублення, у чоловіків іноді отруєння викликає пріапізм. Існує ефективна протиотрута від отрути Phoneutria, і тому зафіксована кількість смертельних випадків внаслідок укусів цих павуків невелика .
Кількість отрути, летальна для 20-грамової миші, становить 6 мкг внутрішньовенно і 134 мкг підшкірно (порівняно з 110 мкг і 200 мкг у південної чорної вдови (Latrodectus mactans)).
Зверніть увагу! Зафіксовано випадки потрапляння павуків цього виду до супермаркетів та домівок людей з бананами - як дорослих павуків, так і їх яєць та маленьких павучків.